# Балкански куп у фудбалу за клубове
Балкански куп у фудбалу (званични назив Coupe balkanique de football) био је међународно клупско фудбалско такмичење које се одржавало од 1960. до 1994. године, а одиграно је укупно 28 издања овог такмичења. Учесници су били клубови земаља Балканског региона (Албанија, Бугарска, Грчка, Југославија, Румунија и Турска).

## Систем такмичења
| Време                | Систем такмичења                                                            |
| -------------------- | --------------------------------------------------------------------------- |
| 1960/61.             | Лига систем, једна група.                                                   |
| 1961/63. до 1981/83. | Две групе, а победници група играли финале.                                 |
| 1983/84.             | Лига систем, једна група.                                                   |
| 1984/85. до 1986.    | Двоструки куп систем.                                                       |
| 1987/88.             | Три групе, победници група и најбоља другопласирана пролазили у полуфинале. |
| 1988/89.             | Две групе, а победници група играли финале.                                 |
| 1990/91. до 1993/94. | Двоструки куп систем.                                                       |

## Финала
| Сезона          | Победник                                                 | Резултат                                                           | Финалиста                                                |
| --------------- | -------------------------------------------------------- | ------------------------------------------------------------------ | -------------------------------------------------------- |
| 1960/61. Детаљи | Стеагул Рошу Брашов                                      | 13 бод. : 8 бод. (само групна фаза)                                | Левски Софија                                            |
| 1961/63. Детаљи | Олимпијакос                                              | 1 : 0, 0 : 1, 1 : 0 (три меча, двомеч + мајсторица)                | Левски Софија                                            |
| 1963/64. Детаљи | Рапид Букурешт                                           | 1 : 1, 2 : 0 (два меча)                                            | Спартак Пловдив                                          |
| 1964/66. Детаљи | Рапид Букурешт                                           | 3 : 0, 3 : 3 (два меча)                                            | Фарул Констанца                                          |
| 1966/67. Детаљи | Фенербахче                                               | 1 : 2, 1 : 0, 3 : 1 (три меча, двомеч + мајсторица)                | АЕК Атина                                                |
| 1967/68. Детаљи | Берое Стара Загора                                       | 3 : 0, 3 : 4 (два меча)                                            | Спартак Софија                                           |
| 1969. Детаљи    | Берое Стара Загора                                       | 1 : 0, 3 : 0 (два меча) Динамо се повукао у 2. мечу (3:0 службено) | Динамо Тирана                                            |
| 1970. Детаљи    | Партизани Тирана                                         | 1 : 1, 3 : 0 (два меча) Берое се повукао у 2. мечу (3:0 службено)  | Берое Стара Загора                                       |
| 1971. Детаљи    | Паниониос                                                | 1 : 0, 2 : 1 (два меча)                                            | Беса Каваја                                              |
| 1972. Детаљи    | Тракиа Пловдив                                           | 5 : 0, 0 : 4 (два меча)                                            | Вардар                                                   |
| 1973. Детаљи    | Локомотива Софија                                        | 1 : 1, 2 : 0 (два меча)                                            | АСА Таргу Муреш                                          |
| 1974. Детаљи    | Академик Софија                                          | 2 : 1, 0 : 0 (два меча)                                            | Вардар                                                   |
| 1975. Детаљи    | Раднички Ниш                                             | 1 : 0, 2 : 1 (два меча)                                            | Ескишехирспор                                            |
| 1976. Детаљи    | Динамо Загреб                                            | 3 : 1, 2 : 3 (два меча)                                            | Спортул Студенцеск                                       |
| 1977. Детаљи    | Панатинаикос                                             | 0 : 0, 2 : 1 (два меча)                                            | Славија Софија                                           |
| 1978. Детаљи    | Ријека                                                   | 0 : 1, 4 : 1 (два меча)                                            | Жиул Петрошани                                           |
| 1979/80. Детаљи | Спортул Студенцеск                                       | 2 : 0, 1 : 1 (два меча)                                            | Ријека                                                   |
| 1980/81. Детаљи | Вележ Мостар                                             | 6 : 5, 6 : 2 (два меча)                                            | Тракиа Пловдив                                           |
| 1981/83. Детаљи | Берое Стара Загора                                       | 3 : 0, 3 : 1 (два меча)                                            | 17. новембар Тирана                                      |
| 1983/84. Детаљи | Берое Стара Загора                                       | 6 бод. : 4 бод. (само групна фаза)                                 | Аргеш Питешти                                            |
| 1984/85. Детаљи | Ираклис Солун                                            | 4 : 1, 1 : 3 (два меча)                                            | Аргеш Питешти                                            |
| 1986. Детаљи    | Славија Софија                                           | 3 : 0, 2 : 3 (два меча)                                            | Паниониос                                                |
| 1987/88. Детаљи | Славија Софија                                           | 5 : 1, 1 : 0 (два меча)                                            | Аргеш Питешти                                            |
| 1988/89. Детаљи | ОФИ Крит                                                 | 3 : 1                                                              | Раднички Ниш                                             |
| 1989/90.        | Балкански куп није одржан због Румунске револуције 1989. | Балкански куп није одржан због Румунске револуције 1989.           | Балкански куп није одржан због Румунске револуције 1989. |
| 1990/91. Детаљи | Интер Сибињ                                              | 0 : 0, 1 : 0 (поновљена)                                           | Будућност Подгорица                                      |
| 1991/92. Детаљи | Саријер                                                  | 0 : 0, 1 : 0 (поновљена)                                           | Оцелул Галац                                             |
| 1992/93. Детаљи | Едесаикос                                                | 0 : 1, 3 : 1 (два меча)                                            | Етар Велико Тарново                                      |
| 1993/94. Детаљи | Самсунспор                                               | 3 : 0, 2 : 0 (два меча)                                            | ПАС Гањина                                               |

## Резултати

### По клубовима
| Клуб                | Освајач | Финалиста | Године победио           | Године финалиста   |
| ------------------- | ------- | --------- | ------------------------ | ------------------ |
| Берое Стара Загора  | 4       | 1         | (1968, 1969, 1983, 1984) | (1970)             |
| Славија Софија      | 2       | 1         | (1986, 1988)             | (1978)             |
| Рапид Букурешт      | 2       | 0         | (1964, 1966)             | -                  |
| Паниониос           | 1       | 1         | (1971)                   | (1986)             |
| Ботев Пловдив       | 1       | 1         | (1972)                   | (1980)             |
| Раднички Ниш        | 1       | 1         | (1975)                   | (1989)             |
| Ријека              | 1       | 1         | (1978)                   | (1979)             |
| Спортул Студенцеск  | 1       | 1         | (1980)                   | (1977)             |
| Вележ Мостар        | 1       | 0         | (1981)                   | -                  |
| Стеагул Рошу Брашов | 1       | 0         | (1961)                   | -                  |
| Олимпијакос         | 1       | 0         | (1963)                   | -                  |
| Фенербахче          | 1       | 0         | (1967)                   | -                  |
| Партизани Тирана    | 1       | 0         | (1970)                   |                    |
| Локомотива Софија   | 1       | 0         | (1973)                   | -                  |
| Академик Софија     | 1       | 0         | (1974)                   | -                  |
| Динамо Загреб       | 1       | 0         | (1976)                   | -                  |
| Панатинаикос        | 1       | 0         | (1977)                   | -                  |
| Ираклис Солун       | 1       | 0         | (1985)                   | -                  |
| ОФИ Крит            | 1       | 0         | (1989)                   | -                  |
| Интер Сибињ         | 1       | 0         | (1991)                   | -                  |
| Саријер             | 1       | 0         | (1992)                   | -                  |
| Едесаикос           | 1       | 0         | (1993)                   | -                  |
| Самсунспор          | 1       | 0         | (1994)                   | -                  |
| Аргеш Питешти       | 0       | 3         | -                        | (1984, 1985, 1988) |
| Левски Софија       | 0       | 2         | -                        | (1961, 1963)       |
| Спартак Пловдив     | 0       | 1         | -                        | (1964)             |
| Фарул Констанца     | 0       | 1         | -                        | (1966)             |
| АЕК Атина           | 0       | 1         | -                        | (1967)             |
| Спартак Софија      | 0       | 1         | -                        | (1968)             |
| Динамо Тирана       | 0       | 1         | -                        | (1969)             |
| Беса Каваја         | 0       | 1         | -                        | (1971)             |
| АСА Таргу Муреш     | 0       | 1         | -                        | (1973)             |
| Вардар              | 0       | 2         | -                        | (1972, 1974)       |
| Ескишехирспор       | 0       | 1         | -                        | (1975)             |
| Жиул Петрошани      | 0       | 1         | -                        | (1978)             |
| Тирана              | 0       | 1         | -                        | (1983)             |
| Будућност Подгорица | 0       | 1         | -                        | (1991)             |
| Оцелул Галац        | 0       | 1         | -                        | (1992)             |
| Етар Велико Тарново | 0       | 1         | -                        | (1993)             |
| ПАС Гањина          | 0       | 1         | -                        | (1994)             |

(Када је више клубова имало једнак број победа или пораза, сортирано је по томе када је први пут освојио трофеј или први пут поражен)

### По државама
| Држава      | Победника | Финалиста | Победнички клубови                                                                                        | Финалисти |
| ----------- | --------- | --------- | --- | --- |
| Бугарска    | 9         | 8         | Берое Стара Загора (4), Славија Софија (2), Ботев Пловдив (1), Локомотива Софија (1), Академик Софија (1) | Левски Софија (2), Спартак Пловдив (1), Берое Стара Загора (1), Славија Софија (1), Ботев Пловдив (1), Етар Велико Тарново (1), Спартак Софија (1) |
| Грчка       | 6         | 3         | Олимпијакос (1), Паниониос (1), Панатинаикос (1), Ираклис Солун (1), ОФИ Крит (1), Едесаикос (1)          | АЕК Атина (1), Паниониос (1), ПАС Гањина (1) |
| Румунија    | 5         | 8         | Рапид Букурешт (2), Стеагул Рошу Брашов (1), Спортул Студенцеск (1), Интер Сибињ (1)                      | Аргеш Питешти (3), Фарул Констанца (1), АСА Таргу Муреш (1), Спортул Студенцеск (1), Жиул Петрошани (1), Оцелул Галац (1)                          |
| Југославија | 4         | 5         | Динамо Загреб (1), Ријека (1), Раднички Ниш (1), Вележ Мостар (1)                                         | Ријека (1), Раднички Ниш (1), Вележ Мостар (1), Вардар (1), Будућност Подгорица (1)                                                                |
| Турска      | 3         | 1         | Фенербахче (1), Саријер (1), Самсунспор (1)                                                               | Ескишехир (1) |
| Албанија    | 1         | 3         | Партизани Тирана (1)                                                                                      | Динамо Тирана (1), Беса Каваја (1), Тирана (1) |

## Статистика

### Број клубова по сезонама
Број клубова у Балканском купу се мењао кроз историју, најмањи број учесника је био 3 у сезони 1983/84, а највише учесника је било 10 у сезони 1987/88.
| Време                | Бр. клубова |
| -------------------- | ----------- |
| 1960/61.             | 5           |
| 1961/63. до 1967/68. | 8           |
| 1969. до 1981/83.    | 6           |
| 1983/84.             | 3           |
| 1984/85 до 1986.     | 8           |
| 1987/88.             | 10          |
| 1988/89 до 1990/91.  | 6           |
| 1991/92.             | 5           |
| 1992/93.             | 6           |
| 1993/94.             | 4           |

### Број учешћа по државама
Бугарска је била једина држава која је имала представника у свих 28 издања Балканског купа, број учешћа осталих држава је следећи:
| Држава      | Бр. учешћа |
| ----------- | ---------- |
| Бугарска    | 28         |
| Грчка       | 27         |
| Албанија    | 27         |
| Румунија    | 26         |
| Турска      | 25         |
| Југославија | 19         |

## Учесници по сезонама
| Издање | Година   | Албанија            | Бугарска                               | Грчка              | Југославија         | Румунија                            | Турска                    |
| I      | 1960/61. | Партизани Тирана    | Левски Софија                          | АЕК Атина          | -                   | Стеагул Рошу Брашов                 | Фенербахче                |
| II     | 1961/63. | Динамо Тирана       | Левски Софија                          | Олимпијакос        | Сарајево            | Стеагул Рошу Брашов Динамо Букурешт | Фенербахче Галатасарај    |
| III    | 1963/64. | Динамо Тирана       | Левски Софија Спартак Пловдив          | Олимпијакос        | Раднички Ниш        | Рапид Букурешт                      | Фенербахче Бешикташ       |
| IV     | 1964/66. | 17. новембар Тирана | Спартак Пловдив Черно Море Варна       | Олимпијакос        | Вардар              | Фарул Констанца Рапид Букурешт      | Бешикташ                  |
| V      | 1966/67. | Партизани Тирана    | Черно Море Варна Локомотива Софија     | АЕК Атина          | Вардар              | УТ Арад Фарул Констанца             | Фенербахче                |
| VI     | 1967/68. | Влазнија            | Берое Стара Загора Спартак Софија      | АЕК Атина          | Олимпија Љубљана    | Фарул Констанца                     | Фенербахче Генчлербирлиги |
| VII    | 1969.    | Динамо Тирана       | Берое Стара Загора                     | Пиерикос           | Бор                 | Универзитатеа Крајова               | ПТТ Анкара                |
| VIII   | 1970.    | Партизани Тирана    | Берое Стара Загора                     | Егалео             | Слобода Тузла       | Универзитатеа Крајова               | Ескишехирспор             |
| IX     | 1971.    | Беса Каваја         | Етар Велико Тарново                    | Паниониос          | Црвенка             | Стеагул Рошу Брашов                 | Алтај                     |
| X      | 1972.    | Шкендија Тирана     | Тракиа Пловдив                         | Кавала             | Вардар              | Стеагул Рошу Брашов                 | Гезтепе                   |
| XI     | 1973.    | Елбасани            | Локомотива Софија                      | Арис Солун         | Сутјеска Никшић     | АСА Таргу Муреш                     | Бешикташ                  |
| XII    | 1974.    | Партизани Тирана    | Академик Софија                        | Лариса             | Вардар              | Бакау                               | Болуспор                  |
| XIII   | 1975.    | 17. новембар Тирана | Локомотива Софија                      | Паниониос          | Раднички Ниш        | Фарул Констанца                     | Ескишехирспор             |
| XIV    | 1976.    | Динамо Тирана       | Академик Софија                        | Етникос Пиреј      | Динамо Загреб       | Спортул Студенцеск                  | Аданаспор                 |
| XV     | 1977.    | Влазнија            | Славија Софија                         | Панатинакос        | Будућност Подгорица | Политехника Темишвар                | Алтај                     |
| XVI    | 1978.    | Скендербег          | Славија Софија                         | Арис Солун         | Ријека              | Жиул Петрошани                      | Галатасарај               |
| XVII   | 1979/80. | Партизани Тирана    | Славија Софија                         | ПАС Гањина         | Ријека              | Спортул Студенцеск                  | Галатасарај               |
| XVIII  | 1980/81. | Фламуртари          | Тракиа Пловдив                         | АЕК Атина          | Вележ Мостар        | Спортул Студенцеск                  | Зонгдулдакспор            |
| XIX    | 1981/83. | 17. новембар Тирана | Берое Стара Загора                     | Лариса             | Слобода Тузла       | Стеауа Букурешт                     | Галатасарај               |
| XX     | 1983/84. | -                   | Берое Стара Загора                     | -                  | -                   | Аргеш Питешти                       | Галатасарај               |
| XXI    | 1984/85. | -                   | Берое Стара Загора Спартак Варна       | Ираклис Арис Солун | -                   | Аргеш Питешти Бакау                 | Галатасарај Анкарагучу    |
| XXII   | 1986.    | Влазнија            | Славија Софија Ботев Враца             | Ираклис Паниониос  | -                   | Глорија Бузау АСА Таргу Муреш       | Трабзонспор               |
| XXIII  | 1987/88. | Луфтетари           | Славија Софија Сливен                  | Ираклис ПАОК Солун | -                   | Аргеш Питешти Корвинул Хунедоара    | Самсунспор Ескишехирспор  |
| XXIV   | 1988/89. | Елбасани            | Локомотива Софија                      | ОФИ Крит           | Раднички Ниш        | Универзитатеа Крајова               | Малатјаспор               |
| XXV    | 1990/91. | 17. новембар Тирана | Етар Велико Тарново                    | ОФИ Крит           | Будућност Подгорица | Интер Сибињ                         | Галатасарај               |
| XXVI   | 1991/92. | Томори              | Хебар Пазарџик                         | Етникос Пиреј      | -                   | Оцелул Галац                        | Саријер                   |
| XXVII  | 1992/93. | Теута               | Берое Стара Загора Етар Велико Тарново | Едесаикос          | -                   | Дачија Униреа Браила                | Карашијака                |
| XXVIII | 1993/94. | Беса Каваја         | -                                      | ПАС Гањина         | -                   | -                                   | Самсунспор                |